# Bystrowianidae
Die Bystrowianidae sind eine nur durch wenige Fossilfunde belegte Gruppe reptiliomorpher Landwirbeltiere, die in kontinentalen Sedimentgesteinen des Oberperms von Russland und China sowie der Trias von Russland und Deutschland entdeckt und nach dem russischen Wirbeltierpaläontologen Alexei Petrowitsch Bystrow benannt wurde. Während andere Gruppen reptiliomorpher Amphibien bereits zum Ende des Perms ausstarben, reichen die Bystrowianiden mit den Reliktformen Synesuchus und Bystrowiella bis in die Mitteltrias.

## Merkmale
Mit Ausnahme von Bystrowiana sind Bystrowianiden fast nur durch Wirbel und Hautknochenplatten (Osteoderme) belegt, so dass diese bisher die einzigen osteologischen Merkmale zur Unterscheidung von Bystrowianiden-Gattungen und -Arten liefern (Novikov & Shishkin 2000, Novikov et al. 2000).
Die Wirbelstruktur, charakterisiert durch beidseitig konkave Pleurocentren, die mit den Neuralbögen verwachsen sind, und zwischengelagerte scheibenförmige bis kugelige Intercentren, gleicht im Wesentlichen der der Schwestergruppe Chroniosuchidae. Ein besonderes Merkmal der Bystrowianiden sind ein Paar oder mehrere Paare von Paraneuralkanälen, die innerhalb des Neuralbogens seitlich oder oberhalb des eigentlichen Wirbelkanals liegen und genauso voluminös sein können (vgl. Novikov et al. 2000). Ihre Funktion ist ungeklärt, möglicherweise steht ihre Ausformung mit der Entwicklung der Epaxialmuskulatur in Verbindung (Golubev 1998).
Anders als bei manchen Chroniosuchiden sind die Rücken-Osteoderme stets schmal und dürften kaum als Schutzpanzer fungiert haben. Sie zeigen einen bauchseitigen Fortsatz mit ovalem Querschnitt, der stets mit dem Dornfortsatz des zugehörigen Wirbels verwachsen ist. Obwohl beide Gruppen eine komplizierte Gelenkverbindung zwischen jeweils zwei Platten zeigen, hält Golubev (1998) die Vergleichbarkeit solcher Strukturen bei Chroniosuchiden und Bystrowianiden für problematisch. Novikov & Shishkin (2000) hingegen homologisieren die plattigen Vorderflügel (ala anterior) und die rückwärtige Gelenkplatte (lamina articularis) der Bystrowianiden mit den nach vorn und nach hinten zeigenden Fortsätzen der Chroniosuchiden-Osteoderme.

## Systematik
Nach ihrer anfänglichen Einordnung in die Kotlassioidea bzw. Kotlassiomorpha, die als Teilgruppe der Seymouriamorpha gelten (Vyushkov 1957, Tatarinov 1972), werden Bystrowianiden seit der Revision von Ivakhnenko & Tverdokhlebova (1980) zusammen mit den Chroniosuchiden zu den Chroniosuchia (syn. Chroniosuchida) gestellt.
Bisher beschriebene Gattungen und Arten der Bystrowianidae:
- Bystrowiana permira Vyushkov, 1957
- Bystrowiana sinica Young, 1979
- Axitectum vjushkovi Novikov & Shishkin, 1992
- Axitectum georgi Novikov & Shishkin, 2000
- Dromotectum spinosum Novikov & Shishkin, 1996
- Synesuchus muravjevi Novikov & Shishkin, 1996
- Bystrowiella schumanni Witzmann, Schoch & Maisch, 2008.